# ESTsoft
ESTsoft（イーストソフト、韓国語名:이스트소프트）は1992年創業の韓国のソフトウェア開発企業。PC用ユーティリティからビジネスソフトまで活動は多岐に及ぶ。

## 概要
作成したソフトウェアは「ALTools」の名称で呼ばれ、一貫して接頭語に「AL」を用いている。「AL」とは韓国語で「卵（Eggs）」を意味する。つまり、「ALTools」とは「道具の卵」の意味である。

### ALTools
- ALZip - Zipなどの圧縮書庫ユーティリティ。36種類の書庫保存形式を補佐し、ISO規格取得済み。
- ALFTP - FTPクライアント・サーバソフト。
- ALSee - 画像閲覧ソフト・デジタル画像エディタ。
- ALPass - Webサイト用セキュリティパスワードマネージャ。
- ALGIF - GIFアニメーション作成用ソフト。
- ALYac - 総合セキュリティソフト。
- ALSong - リアルタイムオンライン歌詞表示MP3プレイヤー。
- ALShow - メディアプレーヤー。
- ALMap - デジタル地図閲覧+GPS表示ソフト（ハードウェアとソフトウェアを含む）。
- ALX - コンテンツプロバイダ用デジタル著作権管理（DRM）ソリューション。
- ALToolbar - インターネットエクスプローラー用ツールバー。以下のソフトウェア群を含む:
  - InternetDISK - オンラインストレージ用ソリューション。
  - iDisk - 高スケーラビリティInternetDISKデザインを持つISPホストのアップロード定額制サービス（テラバイトまたはペタバイト）
  - iMan - インスタントメッセージソフトウェアソリューション。
- CABAL ONLINE - MMORPG。